# Polyrhachis clotho
Polyrhachis clotho é uma espécie de formiga do gênero Polyrhachis, pertencente à subfamília Formicinae.